# Paul Lebeau
Paul Marie Alfred Lebeau (Boiscommun, 19 dicembre 1868 – Massy, 18 novembre 1959) è stato un chimico francese, noto principalmente per i suoi studi sul fluoro e i suoi composti.

## Vita
Ingegnere, Labeau si laureò nel 1888 alla École supérieure de physique et de chimie industrielles de la ville de Paris (oggi ESPCI ParisTech). Inizialmente lavorò nel laboratorio di Alexander Étard  sulla determinazione del rame e degli alogeni liberi. Passò poi al laboratorio di Henri Moissan nel 1889 e divenne capo del suo laboratorio alla Sorbona. Nel 1908, Paul Lebeau fu nominato alla cattedra di tossicologia alla Ecole supérieure de pharmacie. In questa veste partecipò allo sviluppo dei mezzi di protezione contro i gas asfissianti usati dai tedeschi durante la prima guerra mondiale, migliorando l'efficacia delle maschere antigas. Dopo la guerra fu nominato consulente per la difesa nazionale e continuò le sue ricerche in materia di protezione. Nel 1918 succedette a Henri Moissan nella cattedra di chimica farmaceutica della scuola di farmacia. Mantenne tale incarico fino al suo pensionamento nel 1933.
Ottenne numerosi riconoscimenti e onorificenze; nel 1948 fu nominato Commendatore della Legion d'onore.

## Ricerche
Nelle sue ricerche Lebeau si interessò di vari argomenti, ma principalmente della chimica del fluoro e dei suoi composti.
Per primo riuscì a ottenere berillio puro elettrolizzando una miscela fusa di fluoruri di berillio e potassio in un crogiolo di nichel.
Lavorando sulla chimica del fluoro, inizialmente con il suo supervisore Henry Moissan, scoprì molti composti nuovi, come l'esafluoruro di zolfo, il trifluoruro di bromo, il tetrafluoruro di selenio, e il difluoruro di ossigeno.

## Opere
Oltre agli articoli scientifici su riviste specializzate, Lebeau fu autore anche di due testi:
- Paul Lebeau, Traité de pharmacie chimique, Parigi, Masson, 1929.
- Paul Lebeau, Les hautes températures et leurs utilisations en chimie, Parigi, Masson, 1950.